# Университет Линкольна (Калифорния)
Университет Линкольна (англ. Lincoln University) — частный университет в Окленде (штат Калифорния, США). В нём обучаются более 500 студентов по программам бакалавриата и магистратуры в области бизнес-администрирования, а также по программе изучения английского языка, программам получения сертификатов и бакалавриата.

## История
Названный в честь президента Авраама Линкольна, университет Линкольна был зарегистрирован в соответствии с законами Калифорнии в 1926 году. Первыми руководителями университета были Бенджамин Франклин Лики, президент университета, и Эдвард Сильвер, вице-президент и директор по образованию. Лики вместе со своей женой Сьюзен в 1919 году основал в Сан-Франциско программу изучения права для ветеранов, вернувшихся после Первой мировой войны, и других работающих взрослых, которая предлагала вечерние занятия для студентов с частичной занятостью, в то время как он работал западным представителем юридического факультета Чикагского университета Ла Салля, который предлагал дипломы через заочные курсы. Программа развилась в учебный центр с более широким учебным планом. Одним из первых слоганов программы был «Короткий путь к успеху», и она предлагала «разумные условия» и гарантию возврата денег.
К 1927 году Университет Линкольна располагался на этаже аркады здания Фелан на Маркет-стрит в Сан-Франциско с юридическим и коммерческим колледжами и факультетом специальных курсов и обучения, предлагая дневные и вечерние занятия в качестве учебного заведения с совместным обучением.
В рекламе того года университет Линкольна предлагал курсы по праву, коммерции, внешней торговле и деловому администрированию, а также специальные курсы и тренинги по подготовке к экзаменам на адвоката, рекламе, журналистике и ораторскому искусству. В университете также действовала программа младших колледжей и средних школ, в рамках которой проводились подготовительные занятия и специальная подготовка к экзаменам College Board. В это время Лики занимал должность президента университета Линкольна и одновременно продолжал работать агентом Университета Ла Салля.
Некоммерческий статус университета был признан Налоговой службой в 1950 году, а в 1961 году был открыт второй кампус в Сан-Хосе. К 1987 году кампус в Сан-Хосе стал местом проведения программ юридической школы университета. В 1993 году он отделился и стал независимой юридической школой Линкольна в Сан-Хосе. Университет переехал из Сан-Франциско в Окленд в декабре 1999 года.
Университет Линкольна в марте 2011 года был упомянут в статье Chronicle of Higher Education под названием «Малоизвестные колледжи используют визовые лазейки, чтобы заработать миллионы на иностранных студентах».

## Академические науки

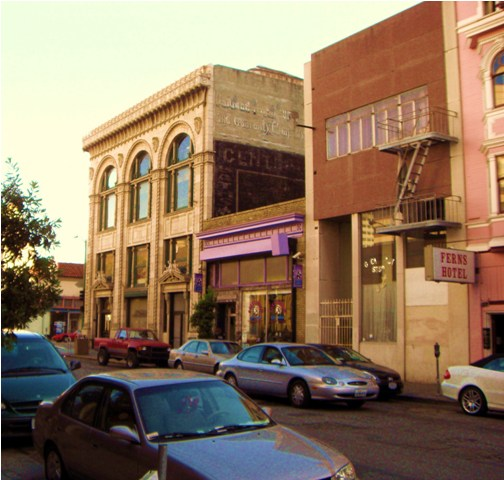
Университет Линкольна с северо-запада

Университет Линкольна предлагает следующие программы обучения:
- Магистр делового администрирования
- Магистр наук[англ.]
- Бакалавр искусств
- Бакалавр наук

## Аккредитация
Университет Линкольна аккредитован Комиссией по высшим колледжам и университетам WASC (WSCUC).
Университет Линкольна получил аккредитацию для своих выпускных бизнес-программ через Международный аккредитационный совет по бизнес-образованию (IACBE). Статус членства: Аккредитованный член.
Университет Линкольна аккредитован Аккредитационным советом независимых колледжей и школ (ACICS) с 1990 года для присуждения степеней магистра и бакалавра. Статус аккредитации указан как «Уведомление о соответствии».
Калифорнийское бюро по частному послесреднему образованию в соответствии с положениями бывших разделов 94900 и/или 94915 Кодекса об образовании штата Калифорния утвердило университет Линкольна для получения степеней доктора делового администрирования, магистра делового администрирования, магистра наук в области финансового менеджмента, магистра наук в области международного бизнеса, бакалавра искусств в области делового администрирования и бакалавра наук в области диагностической визуализации.
Университет включен в «Список учебных заведений, находящихся под повышенным контролем за наличными средствами по состоянию на 1 декабря 2019 года» Министерства образования США (Federal Student Aid, FSA). Министерство образования США может перевести учебные заведения на усиленный мониторинг наличности (HCM) для обеспечения дополнительного надзора за управлением денежными средствами. Усиленный мониторинг наличности — это шаг, который FSA может предпринять в отношении учебных заведений, чтобы обеспечить дополнительный надзор за рядом финансовых или федеральных проблем. В списке отмечены «серьёзные выводы» для Университета Линкольна.

## Членство
Университет Линкольна является институциональным членом Совета по аккредитации высшего образования (CHEA), Международной группы качества CHEA (CIQG), Американской ассоциации коллежских регистраторов и приёмных комиссий (AACRAO), Национальной ассоциации консультантов иностранных студентов (NAFSA), Института международного образования (IIE), Американской ассоциации высшего образования (AAHE), и Национальной ассоциации независимых колледжей и университетов (NAICU). Университет также связан с Калифорнийской ассоциацией частных высших учебных заведений (CAPPS).